# 데이터 방송
데이터 방송 또는 데이터캐스팅(datacasting)은 전파를 통해 넓은 지역에 데이터를 방송하는 일이다. 대체적으로는 디지털 방송 시 텔레비전 방송국이 송출하는 보충 정보를 가리키지만 아날로그 방송이나 라디오 방송의 디지털 신호에 적용되는 경우도 있다. 일반적으로 DTV나 위성방송 시스템용 가상 채널을 정의하는 프로그램과 시스템 정보 프로토콜 데이터, 아니면 데이터에 대해 완전히 구별된 채널을 사용하는 케이블 모뎀과 위성 모뎀과 같은 물건과 같은 매체에 내재된 데이터에 적용되지는 않는다.

## 대한민국
TV를 시청하면서 각종 정보도 검색하는 다기능 방송으로서 데이터 방송은 부가방송 기능이 있는 TV 수신카드가 장착된 PC로 시청이 가능한데 MBC가 1999년 4월에 처음 실시하였다. 지상파 방송의 주파수 가운데 빈 공간을 이용해 각종 정보를 실어 보내는 원리를 이용해 방송화면과 함께 데이터 화면을 볼 수 있게 하였다.

## 같이 보기
- 쌍방향 텔레비전
- DVB-H
- 라디오 데이터 방송